# 125 (liczba)
125 (sto dwadzieścia pięć) – liczba naturalna następująca po 124 i poprzedzająca 126.

## W matematyce
- 125 jest sześcianem liczby 5
- 125 jest sumą trzech liczb pierwszych[1]
- 125 jest liczbą Friedmana (51+2)[2]
- 125 może być przedstawiona jako suma kwadratów na dwa sposoby 102 + 52 oraz 112 + 22
- 53 – 77 = 5 − 2 (znana jest tylko jeszcze jedna para liczb mająca taką własność (133 – 37 = 13 − 3))
- 125 jest palindromem liczbowym, czyli może być czytana w obu kierunkach, w pozycyjnym systemie liczbowym o bazie 4 (1331)
- 125 należy do sześciu trójek pitagorejskich (35, 120, 125), (44, 117, 125), (75, 100, 125), (125, 300, 325), (125, 1560, 1565), (125, 7812, 7813).

## W nauce
- liczba atomowa unbipentium (niezsyntetyzowany pierwiastek chemiczny)
- galaktyka NGC 125
- planetoida (125) Liberatrix
- kometa krótkookresowa 125P/Spacewatch

## W kalendarzu
125. dniem w roku jest 5 maja (w latach przestępnych jest to 4 maja). Zobacz też co wydarzyło się w roku 125, oraz w roku 125 p.n.e.